# Physcomitrium puiggarii
Physcomitrium puiggarii är en bladmossart som beskrevs av Geheeb och Georg Ernst Ludwig Hampe 1879. Physcomitrium puiggarii ingår i släktet huvmossor, och familjen Funariaceae. Inga underarter finns listade i Catalogue of Life.